# Даррен Меттокс
Даррен Меттокс (англ. Darren Mattocks, нар. 2 вересня 1990, Портмор) — ямайський футболіст, нападник клубу «Портланд Тімберс» та національної збірної Ямайки.

## Клубна кар'єра
Меттокс почав кар'єру виступаючи за футбольну команду Університету Акрона, за який забив 39 голів у 47 матчах і був номінований на кілька нагород.
У 2012 році Даррен був обраний на Супердрафті канадським клубом «Ванкувер Вайткепс» під другим номером. 11 березня у матчі проти «Монреаль Імпакт» він дебютував у MLS. 27 травня в поєдинку проти «Портленд Тімберс» Меттокс забив свій перший гол за «Вайткепс». Двічі в 2012 і 2013 роках Даррен допомагав команді стати фіналістом чемпіонату Канади, а в 2015 році таки виграв турнір вперше в історії своєї команди.
На початку 2016 року Меттокс перейшов в «Портленд Тімберс» в обмін на розподільні кошти. 20 березня у матчі проти «Реал Солт-Лейк» він дебютував за нову команду, замінивши у другому таймі Дайрона Аспрілью. 14 квітня в поєдинку проти «Далласа» Даррен забив свій перший гол за «дроворубів». Наразі встиг відіграти за команду з Портланда 32 матчі в національному чемпіонаті.

## Виступи за збірну
16 серпня 2012 року дебютував в офіційних іграх у складі національної збірної Ямайки в товариському матчі проти збірної Сальвадору. 3 березня 2014 року у поєдинку проти Барбадосу Даррен забив свій перший гол за національну команду. 
У 2014 році Меттокс допоміг збірній виграти Карибський кубок. Він став найкращим бомбардиром турніру, забивши три голи в матчах проти збірних Антигуа і Барбуди, Гаїті та Мартиніки.
Влітку 2015 року Даррен потрапив у заявку збірної на участь у Кубку Америки у Чилі. На турнірі він зіграв у матчах проти Уругваю та Парагваю. У тому ж році Меттокс взяв участь у Золотому кубку КОНКАКАФ, де разом з командою здобув «срібло». На турнірі він зіграв у матчах проти збірних Канади, Сальвадору, Коста-Рики, США та Мексики. В поєдинках проти США і Мексики Даррен забив по голу.
Через два роки у складі збірної був учасником розіграшу Золотого кубка КОНКАКАФ 2017 року у США, на якому зіграв у чотирьох матчах.
Наразі провів у формі головної команди країни 39 матчів, забивши 14 голів.

## Досягнення
- Переможець Карибського кубка: 2014
- Чемпіон Канади: 2015
- Срібний призер Золотого кубка КОНКАКАФ: 2015, 2017